# Rolando Sousa
Víctor Rolando Sousa Huanambal (Chiclayo, 22 de agosto de 1961) es un abogado y político peruano. Fue parlamentario andino desde julio del 2016 hasta julio del 2021 y congresista de la república en el periodo 2006-2011.

## Biografía
Nació en la ciudad de Chiclayo, ubicado en el departamento de Lambayeque, el 22 de agosto de 1961.
Realizó sus estudios primarios en 2 colegios ubicados en Chiclayo y luego los secundarios en el Colegio Alfonso Ugarte en la ciudad de Lima. Egresó a la Universidad de Lima donde estudió la carrera de Derecho y logró ser graduado en 1979. Sousa también cuenta con un estudio postgrado en la Universidad Pontificia de Salamanca.
Desde el 2001, junto con César Nakazaki, laboró como abogado del expresidente Alberto Fujimori. Defensa que fue asumida por otro letrado, en 2013. Es también miembro del Estudio Sousa y Nakazaki.

## Carrera política

### Congresista de la República
Rolando Sousa inicia su carrera política cuando en las elecciones generales del 2006, decidió postular como candidato al Congreso de la República y a la segunda vicepresidencia en la plancha presidencial de Martha Chávez por Alianza por el Futuro. Esta candidatura se hizo luego de que el Jurado Nacional de Elecciones denegada la candidatura de Alberto Fujimori a la presidencia por Si Cumple. Culminando las elecciones, Sousa solo logró tener éxito a ser elegido como congresista de la república para el periodo parlamentario 2006-2011 con 38,578 votos.
Durante su labor parlamentaria, fue presidente de la Comisión de Relaciones Exteriores y presidente la Comisión de Justicia y Derechos Humanos del Congreso, por 2 períodos consecutivos.
Luego en 2013, Sousa reapareció como propuesta de la bancada de Fuerza 2011 como su candidato al Tribunal Constitucional y resultó electo para el cargo. Sin embargo, tras el escándalo del caso de repartija, Sousa se vio obligado a declinar su elección al cargo.

### Parlamentario Andino
En las elecciones generales del 2016, Sousa fue anunciado por Keiko Fujimori como su candidato para las elecciones al Parlamento Andino por Fuerza Popular como cabeza de la lista. Sousa resultó elegido con 407,811 votos para el periodo 2016-2021.
Ejerció como fue vicepresidente de esta institución entre el 2016 al 2017. Luego, fue elegido como presidente del Parlamento Andino para el periodo 2019-2020.